# Michele Pazienza
Michele Pazienza (San Severo, 5 augustus 1982) is een Italiaanse voetballer (middenvelder) die voor de Italiaanse eersteklasser Juventus FC uitkomt. Voordien speelde hij onder andere voor Udinese, AC Fiorentina en SSC Napoli. Op 16 juni 2011 tekende hij een contract van drie jaar bij de Oude Dame.

## Cluboverzicht
| Seizoen  | Club             | Competitie                 | Duels | Goals |
| -------- | ---------------- | -------------------------- | ----- | ----- |
| 1999-'00 | US Foggia        | Lega Pro Seconda Divisione | 2     | 0     |
| 2000-'01 | US Foggia        | Lega Pro Seconda Divisione | 21    | 1     |
| 2001-'02 | US Foggia        | Lega Pro Seconda Divisione | 32    | 4     |
| 2002-'03 | US Foggia        | Lega Pro Seconda Divisione | -     | -     |
| 2003-'04 | Udinese Calcio   | Serie A                    | 26    | 0     |
| 2004-'05 | Udinese Calcio   | Serie A                    | 26    | 0     |
| 2005-'06 | ACF Fiorentina   | Serie A                    | 23    | 0     |
| 2006/07  | ACF Fiorentina   | Serie A                    | 21    | 0     |
| 2007-'08 | ACF Fiorentina   | Serie A                    | 7     | 0     |
| 2007-'08 | SSC Napoli       | Serie A                    | 13    | 0     |
| 2008-'09 | SSC Napoli       | Serie A                    | 29    | 1     |
| 2009-'10 | SSC Napoli       | Serie A                    | 33    | 2     |
| 2010-'11 | SSC Napoli       | Serie A                    | 31    | 1     |
| 2011-'12 | Juventus FC      | Serie A                    | 8     | 0     |
| 2011-'12 | → Udinese Calcio | Serie A                    | 15    | 1     |
|          |                  | Totaal                     | 286   | 10    |